# Championnats d'Europe d'athlétisme en salle 1975
Navigation
Les 6e Championnats d'Europe d'athlétisme en salle se sont déroulés les 8 et 9 mars 1975 au Spodek de Katowice, en Pologne. 21 épreuves figurent au programme (12 masculines et 9 féminines).

## Résultats

### Hommes
| Épreuves         | Or                                                                                          | Argent                                                                                      | Bronze                                                                            |
| 60 m             | Valeriy Borzov (URS) 6 s 59                                                                 | Aleksandr Aksinin (URS) 6 s 67                                                              | Zenon Licznerski (BUL) 6 s 74                                                     |
| 400 m            | Hermann Köhler (FRG) 48 s 76                                                                | Josip Alebić (YUG) 49 s 04                                                                  | Semyon Kocher (URS) 49 s 33                                                       |
| 800 m            | Gerhard Stolle (GDR) 1 min 49 s 8                                                           | Ivo Van Damme (BEL) 1 min 50 s 1                                                            | Vladimir Ponomaryov (URS) 1 min 50 s 2                                            |
| 1 500 m          | Thomas Wessinghage (FRG) 3 min 44 s 6                                                       | Pyotr Anisim (URS) 3 min 45 s 4                                                             | Gheorghe Ghipu (ROU) 3 min 45 s 4                                                 |
| 3 000 m          | Ian Stewart (GBR) 7 min 58 s 6                                                              | Pekka Päivärinta (FIN) 7 min 58 s 6                                                         | Boris Kuznetsov (URS) 8 min 01 s 2                                                |
| 60 mètres haies  | Leszek Wodzyński (POL) 7 s 69                                                               | Frank Siebeck (GDR) 7 s 69                                                                  | Eduard Pereverzev (URS) 7 s 74                                                    |
| Relais 4 × 320 m | Allemagne de l'Ouest Klaus Ehl Franz-Peter Hofmeister Karl Honz Hermann Köhler 2 min 29 s 9 | Pologne Wiesław Pucholski Roman Siedlecki Jerzy Włodarczyk Wojciech Romanowski 2 min 31 s 4 | Bulgarie Krassimir Gutev Narzis Popov Yordan Yordanov Yanko Bratanov 2 min 32 s 1 |
| Saut en hauteur  | Vladimír Malý (TCH) 2,21 m                                                                  | Endre Kelemen (HUN) 2,19 m                                                                  | Rune Almén (SWE) 2,19 m                                                           |
| Saut à la perche | Antti Kalliomäki (FIN) 5,35 m                                                               | Wojciech Buciarski (POL) 5,30 m                                                             | Władysław Kozakiewicz (POL) 5,30 m                                                |
| Saut en longueur | Jacques Rousseau (FRA) 7,94 m                                                               | Hans-Jürgen Berger (FRG) 7,87 m                                                             | Zbigniew Beta (POL) 7,82 m                                                        |
| Triple saut      | Viktor Saneïev (URS) 17,01 m                                                                | Michał Joachimowski (POL) 16,90 m                                                           | Gennadiy Besonov (URS) 16,78 m                                                    |
| Lancer du poids  | Valcho Stoev (BUL) 20,19 m                                                                  | Geoff Capes (GBR) 19,98 m                                                                   | Valeriy Voykin (URS) 19,44 m                                                      |

### Femmes
| Épreuves         | Or                                                                                             | Argent                                                                                      | Bronze                                                                                   |
| 60 m             | Andrea Lynch (GBR) 7 s 17                                                                      | Monika Meyer (GDR) 7 s 24                                                                   | Irena Szewinska (POL) 7 s 26                                                             |
| 400 m            | Verona Elder (GBR) 52 s 68                                                                     | Nadezhda Ilyina (URS) 53 s 21                                                               | Inta Klimoviča (URS) 53 s 91                                                             |
| 800 m            | Anita Barkusky (GDR) 2 min 05 s 6                                                              | Sarmita Stûla (URS) 2 min 06 s 2                                                            | Rositsa Pekhlivanova (BUL) 2 min 06 s 3                                                  |
| 1 500 m          | Natalia Mărăşescu (ROU) 4 min 14 s 7                                                           | Tatyana Kazankina (URS) 4 min 14 s 8                                                        | Ellen Wellmann (FRG) 4 min 16 s 2                                                        |
| 60 mètres haies  | Grażyna Rabsztyn (POL) 8 s 04                                                                  | Annelie Ehrhardt (GDR) 8 s 12                                                               | Tatyana Anisimova (URS) 8 s 21                                                           |
| Relais 4 × 320 m | Union soviétique Inta Klimoviča Ingrida Barkane Lyudmila Aksenova Nadezhda Ilyina 2 min 46 s 1 | Allemagne de l'Ouest Elke Barth Brigitte Koczelnik Silvia Hoffmann Rita Wilden 2 min 47 s 3 | Pologne Zofia Zwolińska Genowefa Nowaczyk Krystyna Kacperczyk Danuta Piecyk 2 min 49 s 6 |
| Saut en hauteur  | Rosemarie Ackermann (GDR) 1,92 m                                                               | Marie-Christine Debourse (FRA) 1,83 m                                                       | Annemieke Bouma (NED) 1,80 m                                                             |
| Saut en longueur | Dorina Catineanu (ROU) 6,31 m                                                                  | Lidiya Alfeyeva (URS) 6,29 m                                                                | Meta Antenen (SUI) 6,28 m                                                                |
| Lancer du poids  | Marianne Adam (GDR) 20,05 m                                                                    | Helena Fibingerová (TCH) 19,97 m                                                            | Ivanka Khristova (BUL) 19,35 m                                                           |

## Tableau des médailles
| Rang | Nation               | Or | Argent | Bronze | Total |
| ---- | -------------------- | -- | ------ | ------ | ----- |
| 1    | Allemagne de l'Est   | 4  | 3      | 0      | 7     |
| 2    | Union soviétique     | 3  | 6      | 8      | 17    |
| 3    | Allemagne de l'Ouest | 3  | 2      | 1      | 6     |
| 4    | Royaume-Uni          | 3  | 1      | 0      | 4     |
| 5    | Pologne              | 2  | 3      | 4      | 9     |
| 6    | Roumanie             | 2  | 0      | 1      | 3     |
| 7    | Tchécoslovaquie      | 1  | 1      | 0      | 2     |
| 7    | Finlande             | 1  | 1      | 0      | 2     |
| 7    | France               | 1  | 1      | 0      | 2     |
| 10   | Bulgarie             | 1  | 0      | 4      | 5     |
| 11   | Belgique             | 0  | 1      | 0      | 1     |
| 11   | Hongrie              | 0  | 1      | 0      | 1     |
| 11   | Yougoslavie          | 0  | 1      | 0      | 1     |
| 14   | Pays-Bas             | 0  | 0      | 1      | 1     |
| 14   | Suède                | 0  | 0      | 1      | 1     |
| 14   | Suisse               | 0  | 0      | 1      | 1     |